# Potameia
Potameia es un género con 30 especies de plantas con flores perteneciente a la familia Lauraceae. Es originario de Madagascar. El género fue descrito por Louis Marie Aubert Du Petit-Thouars y publicado en  Genera Nova Madagascariensia 5 en el año 1806.  La especie tipo es Potameia thouarsii Roem. & Schult.

## Descripción
La característica vegetativa de Potameia  es el color gris pálido de la corteza de las ramas, que es casi siempre visible en especímenes de herbario. Los que nunca se encuentra en Potameia son hojas opuestas y domacios. Potameia es el único género de Lauraceae en Madagascar con flores dímeras, con lo que los especímenes florecidos, así como la mayoría de las muestras con los tépalos persistentes en la fructificación, pueden ser fácilmente identificados.

## Especies seleccionadas
- Potameia antevaratra Kosterm.
- Potameia argentea 	Kosterm.
- Potameia capuronii 	Kosterm.
- Potameia chapelieri Baill.